# Cadlina pellucida
Espèce
Synonymes
- Doris pellucida Risso, 1826[2]
- Echinochila pellucida Risso, 1826[2]
- Cadlina clarae Ihering, 1880[3]

Cadlina pellucida, communément appelé Cadline translucide ou Cadline à pointes noires, est une espèce de mollusques de l'ordre des nudibranches et de la famille des Cadlinidae.

## Description
Cadlina pellucida est un mollusque gastéropode marin sans coquille. D'une longueur variant de 15 à 20 mm, ce nudibranche doridien possède un manteau blanc translucide de forme convexe, ponctué, sur les bords, d'excroissances coniques blanches. Sa tête est dotée de deux rhinophores marron lamellés et rétractiles, et, près de sa queue, ses branchies rétractiles composent un panache de couleur marron.

## Habitat
Les Cadlines translucides prospèrent sur les fonds marins rocheux jusqu'à 50 m de profondeur.

## Distribution
La limace de mer Cadlina pellucida se rencontre dans l'océan Arctique, l'Atlantique Nord-Est (côtes de la façade atlantique de la France et de la péninsule Ibérique), en mer Méditerranée,.